# João Maria Pereira
João Maria Pereira (* 7. Oktober 1846 in Porto, Portugal) war ein portugiesischer Offizier und Kolonialverwalter.

## Werdegang
Am 1. August 1863 schloss er seine Ausbildung bei der Armee ab und erhielt am 15. Januar 1868 den Rang eines Unterleutnants (alferes graduado)  der Kavallerie Nr. 4. Am 31. August 1869 wurde er alferes effectivo in der Kavallerie Nr. 5 und am 15. April 1874 Leutnant. Mit der Beförderung zum Hauptmann der Kavallerie wurde er am 9. August 1876 zum Dienst in Übersee geschickt. Am 24. März 1877 kam er in Mosambik an, wo er auf Ibo und am Festland topographische Untersuchungen durchführte. Später versah er Aufgaben im Öffentlichen Dienst in Cabo Delgado. 1880 kehrte Pereira nach Portugal zurück und arbeitete im Kriegsministerium. Am 28. März 1881 wurde er zum Adjutant des Ministers.
Von 1883 bis 1885 war Pereira Gouverneur der Kolonie Portugiesisch-Timor. Dafür wurde er zum Major befördert. Unter Pereira wurde 1884 die der Kolonialhauptstadt Dili vorgelagerte Insel Atauro offiziell in Besitz genommen. Zwar hatten die Niederländer den Portugiesen die Insel bereits im Vertrag von Lissabon (1859) überlassen, doch erst unter Pereira wurde in einer Zeremonie erstmals die Flagge Portugals auf Atauro gesetzt. Pereira plante, in Lahane eine offizielle Wohnresidenz für den Gouverneur zu errichten, doch erst unter Alfredo de Lacerda Maia (1885–1887) wurden die Pläne umgesetzt und der Palácio de Lahane gebaut.

## Auszeichnungen
- Ritterorden von Avis (Ritter)[1]
- Silbermedaille für vorbildliches Verhalten[1]